# Lőj a vadászra!
A Lőj a vadászra! (eredeti cím: Avenging Force) 1986-ban bemutatott amerikai akció-thriller Sam Firstenberg rendezésében. A forgatókönyvet James Booth írta, aki a film egyik szereplője is. A főszerepben Michael Dudikoff és Steve James látható.
A filmet eredetileg az 1985-ös Tomboló terror című film folytatására szánták, amelyben Chuck Norris alakította Matt Hunter szerepét. A film negatív kritikákat kapott a kritikusoktól, viszont kultikus sikere lett a házi DVD videó szempontjából, és azóta kultikus filmnek tekintik.
A film 1986. szeptember 12-én jelent meg.

## Cselekmény
A Louisiana-i-öböl mocsarában két emberre vadászik négy jelmezes, jól felszerelt ellenfél, akik aztán megölik őket.
A nyugdíjba vonult titkosszolgálat ügynöke, Matt Hunter kapitány (Michael Dudikoff) visszavonul a család szarvasmarha farmjára Louisianaba (Texas), az ő Jimmy nevű nagyapja és a húga, Sarah mellé. A család New Orleansba indul, hogy találkozzanak Matt régi katonai elvtársával, Larry Richards helyi politikussal, aki most az Egyesült Államok szenátusa címéért versenyez. Vacsora közben Larry tétovázva említi az életével szembeni, a választási ciklus során fenyegető veszélyeket, amelyeket végül ártalmatlannak nyilvánít. Később, még azon a napon Larry, Matt és a családtagok a Mardi Gras felvonuláson vesznek részt. Hamarosan álcázott mulatozó gyilkosok nyitnak tüzet Larry-re, és véletlenül megölik az idősebbik fiát. Matt és Larry végeznek a támadók többségével, ám Matt a nagy tömeg miatt elveszíti az utolsó felelős merénylőt.
Matt szívességet kér régi főnökétől, Brown admirálistól, és megtudja, hogy az elkövetők egy olyan szervezet tagjai, akiket csak az amerikai hírszerzés ismert, mint Pentagon. Az öt tagú személy nevével fémjelzett Pentagon egy szélsőséges csoportot alkot, amely elősegíti a fegyverek jogainak, a bevándorlásnak és a biztonságnak a nézeteit, emellett vadászklubot működtetnek, hogy emberekre vadásszanak életre-halálra szólva. A titkosszolgálat azt gyanítja, hogy a kultusz üzletemberekből és washingtoni kapcsolatokkal rendelkező személyiségekből áll, amelyet az öt tag vezet, mindegyiket egy csillaggal jelképezve; Ugyanakkor hiányoznak a további ismeretek, és arra kérik Matt-et, hogy szivárogjon be a szervezetbe, hogy további ismereteket szerezzen. Matt visszautasítja, a családjára hivatkozva; ehelyett a sajátja és Larry családját elrejti egy birtokon.
Eközben Matt és Larry szándékosan meghiúsítanak egy második csapdát, amit a Pentagram állított fel, és amely több bérgyilkost is likvidál egy kikötői összecsapás során.
Elliott Glastenbury professzor (John P. Ryan) a Glastenbury Vállalat feje és a Pentagram vezetője. Miután meggyőzte szektája támogatását azzal, hogy elzárkózott jobbszélsőséges nézeteitől, személyes érdeklődést mutat Matt iránt, miután átnézi a Richards-merénylet, a Pentagram első kudarcának megfigyelését. A tagok, Wade Delaney (Bill Wallace), Jeb Wallace (Karl Johnson) és Charles Lavall (Alaimo) elnézően kérik fel Matt-et a csatlakozásra.
Glastenbury megtudja, hogy a családok Matt farmján bujkálnak, ezért utasítja Delaneyt, Wallace-t és Lavallt, hogy támadják meg a birtokot, öljék meg a titkosszolgálati ügynököket és Matt nagyapját, majd gyújtsák fel a telepet. Matt, Sarah és Larry felesége elmenekül, Larry pedig visszamegy, hogy megmentse legkisebb fiát, de közben meglövik. Ahogy Matt mindkettőjüket megmenti, Larry megkéri Mattet, hogy védje meg a fiát, ekkor ő meghal. Eközben a Pentagram megtalálja a kint rejtőzködő Sarah-t és Larry feleségét, túszul ejti Sarah-t, és kivégzi Larry feleségét.
Matt megpróbál Larry fiával együtt a tetőn keresztül menekülni, de lábon lövik és a földre zuhannak. A Pentagram két hetet ad Mattnek, hogy beleegyezzen a vadászatba, különben megöli Sarah-t. Mielőtt távozik, a sebesült Matt szeme láttára végzik ki Larry legkisebb fiát.
Két héttel később Matt megjelenik egy Cajun bayou partin, ahol a Pentagram tagjai a vendégek. Matt megtalálja Sarah-t, akit a bordélyház éppen elárverezni készül szexrabszolgának. Megmenti a lányt, amivel magára vonja a Pentagram figyelmét, de gyalog elmenekül a mocsárba. A Pentagram egész éjjel üldözi a férfit, de Matt egyenként likvidálja Lavallt, Wallace-t és Delaneyt, míg végül csak Glastenbury marad. Glastenbury rajtaüt, Matt lábon szúrja őt, ami időt ad mindkettőjüknek a menekülésre, Matt pedig elviszi Sarah-t Brownhoz kezelésre és védelemre.
Matt ezután szembeszáll Glastenburyvel a kastélyában. Miután visszautasítja az ajánlatát, hogy csatlakozzon a Pentagramhoz, mindketten párbajoznak Glastenbury antik fegyvergyűjteményével körülvéve. Glastenbury látszólag fölényben van, de Matt felnyársalja az egyik saját szobrával, és megöli. Matt a kórházba megy Sarah-hoz, ahol Brown gratulál neki a jól végzett munkához. Matt szembesíti őt azzal, hogy csak a titkosszolgálat tudta, hogy a családok Matt farmján bujkálnak, így valaki a szolgálatból kapcsolatban áll a Pentagrammal, ami erősen arra utal, hogy Brown a Pentagram meg nem nevezett ötödik tagja. Matt megfogadja, hogy továbbra is harcolni fog a Pentagram ellen, és végül távozik.

## Szereplők
| Szereplő            | Színész           | Magyar hang 1.    | Magyar hang 2.   |
| ------------------- | ----------------- | ----------------- | ---------------- |
| Matt Hunter         | Michael Dudikoff  | Borbély László    | Forgács Péter    |
| Larry Richards      | Steve James       | Jakab Csaba       | Gáti Oszkár      |
| Brown admirális     | James Booth       | Dobránszky Zoltán | Rajhona Ádám     |
| Wade Delaney        | Bill Wallace      | Németh Gábor      | Csankó Zoltán    |
| Elliott Glastenbury | John P. Ryanas    | Szersén Gyula     | Konrád Antal     |
| Jeb Wallace         | Karl Johnson      | Izsóf Vilmos      | Hankó Attila     |
| Charles Lavall      | Marc Alaimo       | Orosz István      | Imre István      |
| Sarah Hunter        | Allison Gereighty | Vadász Bea        | Molnár Ilona     |
| Parker              | Loren Farmer      | Szokolay Ottó     | Cs. Németh Lajos |
| Jimmy nagypapa      | Rick Boyle        | Simon György      | Szabó Ottó       |
| Daisy Richards      | Sylvia Joseph     | Kocsis Mariann    | Kocsis Mariann   |
| Larry Richards, Jr. | Robert Taylor     |                   | Szvetlov Balázs  |
| Fifi                | Nelson Camp       | Csonka András     | Lux Ádám         |

## Fogadtatás
A film többnyire negatív kritikákat kapott az értékelőktől.

## Média kiadás
A filmet DVD-n jelenítették meg az Egyesült Királyságban, valamint Kino Lorber 2014. december 9-én jelenítette meg DVD-n és Blu-ray-en az Amerikai Egyesült Államokban.